# She'll Be Coming 'Round the Mountain
She'll Be Coming 'Round the Mountain, även kallad Coming 'Round the Mountain, Roud 4204, är en amerikansk folkvisa, i dag oftast kallad barnvisa. 
Den första tryckta versionen förekommer i Carl Sandburgs The American Songbag 1927. Sången tros vara från sent 1800-tal och sjungs på samma melodi som en negro spiritual, When the Chariot Comes. Under 1800-talet spreds sången i Appalacherna där texten fick sin nuvarande utformning. Sången sjöngs bland järnvägsarbetare i Mellanvästern i USA under tidigt 1890-tal. Den visar tydliga spår av den typiska folkmusikstilen från den här tiden med "frågor och svar", dvs. en försångare som sjunger en rad som sedan upprepas av andra.
Den tecknade figuren Långben sjunger She'll Be Coming 'Round the Mountain när han kör bil med husvagn, med Musse och Kalle i, som studsar ned för en bergsväg, i kortfilmen Musse Pigg på camping som visas i Kalle Anka och hans vänner önskar god jul på julaftonen i Sverige.
På svenska finns en text som heter "Min gamle kompis Kalle Svensson", och sångens huvudperson är en manlig motsvarighet till "Moster Ingeborg". Melodin användes även till texten "Du skall få min gamla cykel när jag dör", ibland med "cykel" utbytt mot "svärmor".

## Sångtext
Sångtexten varierar mellan olika artister. Men så här ser den vanliga texten ut. 
Samma struktur som i första versen är det i alla verser.
Vers 1
She'll be coming round the mountain when she comes

She'll be coming round the mountain when she comes

She'll be coming round the mountain 

She'll be coming round the mountain 

She'll be coming round the mountain when she comes
Vers 2

She'll be drivin' six white horses when she comes
Vers 3

Oh, we'll all go out to meet her when she comes
Vers 4

We will kill the old red rooster when she comes
Vers 5

We'll be havin' chicken and dumplings when she comes
Vers 6

We'll all be shoutin' "Halleluja" when she comes

### Fotnoter
1. ↑  Palm Anders, Stenström Johan, red (1999). Barnens svenska sångbok. Stockholm: Bonnier. Libris 8345222. ISBN 91-0-057050-8 (inb.)